# Sören Cratz
Carl Sören Harry Cratz, född 28 september 1948 i Västra Hargs församling, Östergötlands län, är en svensk före detta fotbollstränare. Han har varit tränare i ett antal svenska klubbar på elitnivå. 2001 förde han som tränare Hammarby IF till klubbens hittills enda SM-guld. Dessutom har tränat klubbar i både Norge och Finland.

## Biografi

### Bakgrund och Norrköping
Sören Cratz inledde sin karriär som tränare i Finspång. Därefter har han i tre omgångar tränat IFK Norrköping – 1985–88 (mestadels som assisterande tränare), 1993–94 samt 2007–08. Under sin andra period i IFK Norrköping var klubben obesegrade hemma på Idrottsparken. 26 raka matcher utan en enda förlust är en unik svit. 19 segrar, sju oavgjorda och 74-15 i målskillnad var siffrorna. Den framgångsrika tvåårsperioden ledde som bäst till SM-silver 1993 efter IFK Göteborg.
Under 1990-talet hann Cratz även med två perioder som tränare för Degerfors IF och en för Trelleborgs FF. Under den första perioden med Degerfors gick laget från dåvarande division 2 till allsvenskt avancemang, något som ledde till den framgångsrika övergången till IFK Norrköping.

### Hammarby och Helsingborg
Cratz lyckades som första tränare ta ett SM-guld med Hammarbys fotbollslag, 2001. Sören Cratz blev utsedd till "Årets tränare" vid fotbollsgalan, "Årets idrottsledare" av Tidningarnas Telegrambyrå (TT), "Årets ledare" av svenska Domarföreningen samt "Månadens stockholmare" av Stockholms stad.
Efter guldet ersattes den frispråkige Cratz dock som tränare i klubben. Beskedet om att kontraktet inte skulle förlängas hade han fått redan tidigare under säsongen, som startat med ekonomisk kris och dålig försäsong.
2002 fick han sparken som tränare för Helsingborgs IF. Det skedde efter att han sprungit ärevarv på Söderstadion för att bli hyllad av Hammarbys supportrar under en match mellan Hammarby och Helsingborg.

### Senare år
Efter SM-guldet med Hammarby fick Cratz sparken från sina två nästföljande klubbar (Helsingborgs IF och Mjällby AIF). I den tredje, Västerås SK, avgick våren 2007 han efter dåliga resultat.
Han var sedan tränare i IFK Norrköping när laget åkte ur allsvenskan 2008. Därefter fick han i november 2008 inte fortsätta som tränare för laget i superettan, trots att han hade ett år kvar på kontraktet. Sören Cratz tränade därefter IFK Norrköpings U19-lag med stora framgångar.
I mitten av mars 2013 presenterades Cratz som tränare för division 1-klubben IF Sylvia, som i samma veva räddats från konkurs genom bidrag från IFK Norrköping. Samtidigt kvarstod Cratz som tränare för IFK Norrköpings ungdomslag. 1 juli samma år gick han dock i pension, bara för att återkomma som assisterande tränare i IF Sylva januari 2014.
Vid sidan av sina svenska träningsuppdrag har Sören Cratz vid två tillfällen tränat utländska fotbollslag. 1989 tränade han norska IF Skarp och tio år senare finska VPS (baserat i Vasa).
Januari 2015 drabbades Sören Cratz av hjärtinfarkt. Efter operation och flera sjukhusvistelser skrevs han ut från sjukhuset i slutet av februari. Han är numera (2015) åter bosatt i födelseorten Finspång.

## Klubbar
- Finspångs AIK
- IFK Norrköping (1984–88). (Assisterande tränare)
- IF Skarp, Norge (1989). (Vann tredjedivisionen)
- Degerfors IF (1990-92). (Gick från division 2 1990 till allsvenskt avancemang 1992)
- IFK Norrköping (1993-94). (Stora silvret 1993)
- Degerfors IF (1995-96).
- Trelleborgs FF (1997-98).
- VPS, Finland (1999). (Sparkad efter halva säsongen)
- Hammarby IF (1999-2001). (Kom in under säsongen 1999, SM-guld 2001)
- Helsingborgs IF (2002). (Fick sparken efter drygt nio månader i klubben)
- Mjällby AIF (2003-05) (Gick upp i superettan 2004, sparken efter en svag första halva 2005)
- Västerås SK (2006–07) (Avgick den 29 maj 2007 efter dåliga resultat)
- IFK Norrköping (2007–08) (Assisterande tränare, huvudtränare 2008. Nedflyttning till superettan och petad från tränarposten 2008)
- IFK Norrköping U16–19 (2008–14)
- IF Sylvia A-Lag och IFK Norrköping U16-U19 (2013–14)